# Mors
U rimskoj mitologiji Mors (poznat i kao Letum) božanska je personifikacija smrti. Grčki bog Tanatos jednak mu je. Mors je također latinska riječ za "smrt"; premda je gramatički rod te riječi u latinskome ženski, u umjetnosti starog Rima to božanstvo nije prikazano u ženskom obliku. Međutim, latinske pjesnike ograničavao je gramatički rod te riječi. Horacije spominje pallida Mors, "blijedu Smrt", koja podjednako kuca na vrata siromašnih i vladara. Seneka, kojem je Mors također blijedo biće, spominje njegove "pohlepne zube". Tibul prikazuje Morsa kao crnog ili tamnog.
Mors je sin božice noći Noks. Brat mu je bog sna Somnus. Mors se miješa s Marsom, bogom rata (zbog imena), i Plutonom, bogom koji vlada podzemljem i dušama mrtvaca, ali nije bog smrti.
Prema mitu kad netko umre, Mors mu uzme dušu i odnese je do Plutona. U jednoj priči Herkul je trebao spasiti jednu ženu, odnosno njezinu dušu od Morsa.
Mors je Plutonov sluga. S Merkurom, Jupiterovim sinom i Plutonovim nećakom, nosi duše u podzemlje.